# Oberleitungsbus Gori

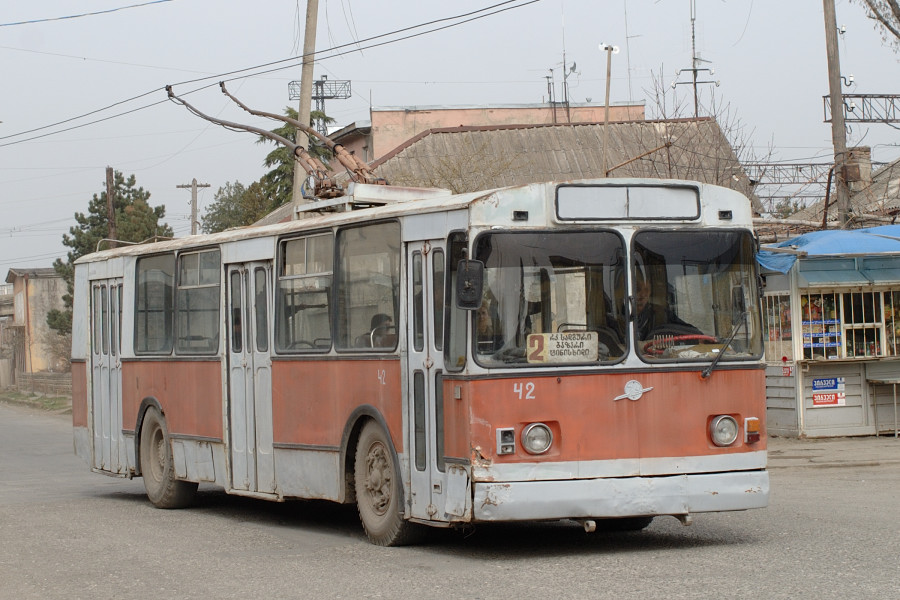
2008: ein ZiU-9 im Einsatz auf der Linie 2

Der Oberleitungsbus Gori war der Oberleitungsbus-Betrieb der georgischen Stadt Gori. Er war, abgesehen vom bis heute bestehenden Oberleitungsbus Sochumi, der vorletzte Obus-Betrieb des Landes. 

## Geschichte
Der Oberleitungsbus Gori wurde am 30. April 1972 eröffnet. Nachdem im Laufe der Jahre ein größeres Netz entstand, wurde der Betrieb 1992 auf die drei Linien 1, 2 und 3 reduziert. Schließlich wurde 2006 auch die Linie 3 aufgegeben. Nach der russischen Besetzung Goris 2008 und wegen Umbauarbeiten verkehrten vorübergehend keine Oberleitungsbusse, nach dem Abzug wurden die Linien 1 und 2 im September 2008 reaktiviert. Am 24. März 2010 erfolgte dann die endgültige Betriebseinstellung. Eine zwischenzeitlich geplante erneute Reaktivierung konnte nicht realisiert werden.